# Asia (gruppo musicale)
Gli Asia sono una rock band britannica fondata nel 1981. Secondo una formula comune sulla scena progressive dalla metà degli anni settanta in poi, gli Asia nacquero come supergruppo, ovvero come progetto comune di musicisti già celebri per aver suonato in grandi complessi rock; in questo caso Yes (Steve Howe, Geoff Downes), King Crimson e UK (John Wetton) ed Emerson, Lake & Palmer (Carl Palmer).
Numerose copertine degli album degli Asia sino al 2001 e dopo la reunion della formazione originale sono opera di Roger Dean, celebre illustratore della maggior parte dei lavori degli Yes.

## Storia

### Periodo classico (1981-1986)
Gli Asia nacquero in seguito allo scioglimento di due delle principali band del rock progressivo anni '70, gli Yes e gli Emerson, Lake & Palmer, sotto l'egida dell'etichetta discografica Geffen. Dopo lo scioglimento dei King Crimson nel 1974 si era iniziato a parlare della possibile nascita di un supergruppo che comprendesse il bassista John Wetton; un tentativo in questo senso fu il progetto British Bulldog (poi risoltosi in nulla) che avrebbe dovuto coinvolgere Wetton, Bill Bruford (ex-Yes ed ex-King Crimson) e Rick Wakeman (Yes). Nel 1978, Bruford e Wetton formarono la band UK che, dopo l'abbandono di Bruford, sviluppò un suono meno progressive e più mainstream, precursore di quello degli Asia. Nel 1980 si sciolsero anche gli UK. Per qualche tempo si parlò di un nuovo supergruppo con Wetton, Wakeman, Carl Palmer (ex Emerson, Lake & Palmer) e il chitarrista Trevor Rabin (allora poco noto, ma destinato a diventare celebre nella seconda incarnazione degli Yes); l'abbandono di Wakeman però fece svanire anche questa prospettiva. Dopo lo scioglimento degli Yes nel 1981, Wetton iniziò a lavorare con Steve Howe (chitarrista storico del complesso).
Ad Howe e Wetton si unirono nei mesi successivi prima Geoff Downes (ex-Buggles ed ex-Yes) e Carl Palmer. Inizialmente si considerò di accogliere anche Rabin, che però alla fine rifiutò per unirsi a Chris Squire nel gruppo inizialmente chiamato "Cinema", e che in seguito avrebbe registrato col nome Yes. Wetton, Howe, Downes e Palmer decisero infine di rimanere un quartetto e scelsero il nome "Asia".
L'album di debutto omonimo ebbe un considerevole successo commerciale, raggiungendo la posizione numero 1 nelle classifiche statunitensi e mantenendola per ben nove settimane consecutive. I singoli Only Time Will Tell e soprattutto Heat of the Moment vendettero benissimo, e furono spesso utilizzati negli eventi sportivi americani, e mandati in onda frequentemente su MTV. Anche il tour fu evidentemente un successo.
Non altrettanto buona fu l'accoglienza da parte della critica e da parte dei fan di lunga data di Yes e King Crimson: la musica degli Asia, che univa melodie sostanzialmente pop ad arrangiamenti in chiave rock fortemente centrati sulle tastiere, risultò più vicina ai gusti dei fan di gruppi come Journey, Boston ed Electric Light Orchestra; anche la rivista Rolling Stone non fu molto favorevole al lavoro degli Asia, pur ammettendo il notevole livello tecnico dei musicisti.
Il secondo album, Alpha, e i suoi singoli non replicarono il successo dell'album di debutto, ma il disco raggiunse comunque il sesto posto nelle classifiche statunitensi. Don't Cry, il singolo principale, entrò nella top ten, mentre l'altro singolo The Smile Has Left Your Eyes non si piazzò nelle classifiche. Rolling Stone bollò anche Alpha come album troppo "commerciale"; altre fonti osservarono che Howe e Palmer erano ridotti al ruolo di "session man".
Poco tempo dopo, Wetton e Howe iniziarono ad avere divergenze circa la direzione da dare alla musica della band tanto da portare Wetton ad abbandonare il gruppo, sostituito da Greg Lake (altro ex Emerson, Lake & Palmer nonché ancor prima con gli stessi King Crimson) per il tour del Giappone "Asia in Asia". Lo stile e la voce di Lake però non furono ritenuti ideali per la band, e Wetton venne richiamato, cosicché fu Steve Howe a lasciare (avrebbe avuto un breve successo di lì a poco nei GTR, un altro supergruppo fondato da Howe insieme a Steve Hackett dei Genesis, e prodotto da Geoff Downes).
Il terzo album Astra, con Mandy Meyer (ex-Krokus) alla chitarra, fu un fallimento commerciale, al punto che la Geffen decise di cancellare il tour. Il singolo Go tuttavia ebbe un discreto successo. Questa formazione degli Asia comunque si sciolse nel 1986. l'anno successivo Wetton pubblicò un album solista, Wetton-Manzanera, basato su materiale degli Asia. Gli Asia contribuirono anche alla colonna sonora del film Over the Top di Sylvester Stallone (anche se in realtà si trattava di un brano scritto e registrato dal solo John Wetton).

### Tentativi di rinascita (1987-1991)
Wetton e Downes tentano di riavviare il gruppo nel 1987 con il chitarrista Scott Gorham (precedentemente nei Thin Lizzy) e il batterista Michael Sturgis (ex-A-ha), ma si sciolgono quando non riescono ad ottenere un nuovo contratto discografico.
Wetton, insieme a Palmer, tenta nuovamente di riunire il gruppo nell'estate del 1989, riuscendo a realizzare un tour in tutta Europa. Downes (che stava lavorando ad un progetto con Greg Lake) non era disponibile, quindi venne sostituito da John Young; a completare la formazione furono il chitarrista Alan Darby (poco dopo sostituito dal tedesco Holger Larisch) e le coriste Zoe Nicholas e Susie Webb. A conclusione del tour, Downes rientra nella formazione e il trio e nel 1990 pubblica Then and Now, una raccolta con quattro inediti registrati con la collaborazione di vari chitarristi. I singoli estratti, in particolare Days Like These (brano però non originale, essendo a firma Steve Jones), ebbero un certo successo e furono discretamente promossi da MTV. In supporto al disco, la band si esibisce in Unione Sovietica e in Sudamerica; Il ruolo di chitarrista per questo tour fu affidato a Pat Thrall. La setlist comprendeva molti pezzi classici degli Asia e persino brani dei King Crimson e degli UK. Da questo tour viene realizzato un album dal vivo, Live in Moscow.

### L'era Downes-Payne (1991-2005)
Nel 1991 Wetton abbandona nuovamente il gruppo, per concentrarsi sulla propria produzione solista. Al suo posto, Downes ingaggia John Payne nel doppio ruolo di bassista e cantante. L'album del ritorno, Aqua, viene pubblicato l'anno successivo; alle registrazioni partecipano anche Howe e Palmer. Il singolo ambientalista Who Will Stop the Rain, scritto da Downes, fu mandato in onda abbastanza frequentemente alla radio. Il tour (con la presenza ampiamente pubblicizzata di Howe, che però entrava in scena solo a metà spettacolo, in quanto si rifiutava di suonare i brani tratti da Astra e Then and Now) ebbe un discreto successo commerciale e fece sopravvivere la band.
Gli album successivi, Aria (1994) e Arena (1996), furono giudicati dalla critica "ben prodotti ma non notevoli". Su Arena suonarono tre diversi chitarristi, tra cui Ian Crichton (Saga) e Al Pitrelli (ex-Danger Danger, in seguito chitarra solista dei Megadeth). Alla fine del decennio, Downes e Payne pubblicarono i due album Archiva I e Archiva II, una raccolta di registrazioni inedite tratte da materiale di archivio del periodo di Payne.
Nel 1999 si parlò di un tour con la formazione originale degli Asia (escluso Howe, che era tornato negli Yes e non era interessato), ma il progetto fallì per la rinuncia di John Wetton e Carl Parlmer, che avevano fondato un altro gruppo denominato Qango.
Nel frattempo Downes e Payne realizzarono un album strumentale, Rare, come colonna sonora per un documentario e per un videogioco (quest'ultimo mai pubblicato); Downes, che era l'unico titolare del marchio "Asia", decise di pubblicarlo col nome del gruppo.
L'album del 2001 Aura fu caratterizzato da un ritorno verso le atmosfere progressive dell'album di debutto. Nel tour, il gruppo fu costretto a esibirsi in strutture piuttosto modeste. In uno spettacolo a Detroit, nell'ottobre del 2004, Payne e Downes confessarono giocosamente che Aura era un insuccesso e che a questo punto gli Asia si sarebbero dati all'hip hop e al rhythm and blues.
Nel 2004 il gruppo pubblica Silent Nation (titolo che si riferisce all'incidente di Howard Stern contro la FCC), con qualche contributo da Billy Sherwood degli Yes. L'album acquistò un'imprevista visibilità su Internet, e grazie a questo nuovo canale vendette addirittura meglio di Aqua. La formazione del gruppo in Silent Nation comprendeva Downes, Payne, il batterista Chris Slade e il chitarrista Guthrie Govan. Nel tour, però, si esibirono solo Downes e Payne, unplugged, in piccoli club e teatri. In agosto, Slade lasciò il gruppo e fu rimpiazzato da Jay Schellen.

### Ritorno alle origini (2006-2013)
Nel 2005, Wetton e Downes registrano un album, Icon. Il ritorno alla collaborazione tra Wetton e Downes porta quest'ultimo a sciogliere il sodalizio con Payne e gli altri. In occasione del 25º anniversario degli Asia, Palmer e Howe accettano di riformare la band originale con Wetton e Downes per un lungo tour nel 2006 negli Stati Uniti. Il grande successo del tour convince il gruppo a ripetere anche in Inghilterra. Nel frattempo, Wetton e Downes continuano la propria produzione come duo, pubblicando Icon II: Rubicon.
Nel frattempo, in seguito alla ricostituzione degli Asia nella formazione originale, Payne, Govan e Schellen continuano ad esibirsi col nome GPS. Un accordo extragiudiziale successivamente concede amichevolmente a Payne la liberatoria ad utilizzare il nome "Asia" e di eseguire i brani anche del periodo precedente alla sua militanza nel gruppo (pre-1991); dal 2007 quindi Payne si esibisce con un gruppo chiamato Asia featuring John Payne.
Nel 2007 gli Asia lanciano un tour mondiale (Giappone, Sudamerica, Stati Uniti ed Europa); il tour (interrotto in agosto a causa di problemi di salute di Wetton e ripreso nel 2008) porta alla pubblicazione di un album dal vivo, Fantasia: Live in Tokyo. La rinnovata collaborazione fra i membri storici degli Asia conduce anche alla registrazione di nuovi brani in studio, e nell'aprile del 2008 gli Asia pubblicano l'album Phoenix, il primo ad includere tutti e quattro i membri originali in 25 anni. L'album segna anche il ritorno alle sonorità del periodo di Asia e Alpha, ottenendo un buon successo di pubblico (ha raggiunto il nº73 nelle classifiche di vendita Billboard) e di critica. Nel 2010 esce il secondo album dopo la riunione, Omega. È notevole il passo avanti in termini qualitativi: Omega è più compatto e maturo rispetto a Phoenix e riflette influssi nuovi nel sound della band, in certi momenti si riconoscono addirittura accenti beatlesiani (I Don't Want to Lose You Now). L'album ottiene ancora ottime recensioni e vendite e viene promosso da un tour mondiale (Europa, Giappone, USA) che tocca anche l'Italia (Roma, AUDITORIUM, 24 aprile 2010).
Nel maggio 2010 un brano tratto da Phoenix (Extraordinary Life) viene utilizzato nel promo della fortunatissima serie America's Got Talent, rilanciando l'appeal commerciale della band presso il grande pubblico. Già qualche anno prima la hit Heat of the Moment era stata rilanciata in quanto presente nella colonna sonora del film campione d'incassi 40 anni vergine.
Nel 2012, in occasione del trentennale della band, esce l'album XXX.

### Il secondo addio di Howe,Gravitase la morte di Wetton (2013-2017)
Nell'estate del 2013 Howe lascia nuovamente il gruppo, questa volta senza alterchi né strascichi, ma in modo consensuale. In sua sostituzione viene scelto il giovane chitarrista Sam Coulson e viene registrato il nuovo album, Gravitas, che esce a marzo 2014.
Dopo Gravitas e il tour successivo, a Wetton viene diagnosticato un tumore al colon; mentre si sottopone a chemioterapia, il gruppo rimane inattivo per quasi tre anni. Il 5 dicembre 2016 il gruppo annuncia un tour di 12 date negli Stati Uniti come spalla per i Journey, a partire dal 15 marzo 2017 allo Yakima Valley Sundome a Yakima, Washington. Quattro giorni dopo, il gruppo annuncia l'album live Symfonia: Live in Bulgaria 2013, ritraente un'esibizione del gruppo insieme all'orchestra filarmonica di Plovdiv; l'album viene infine pubblicato nel 2017.
L'11 gennaio 2017 Wetton dichiara la sua impossibilità di esibirsi nelle 12 date annunciate per il tour dei Journey a causa di un altro round di chemioterapia, e che sarebbe stato sostituito da Billy Sherwood (Yes), produttore del suo album solista Raised in Captivity La band vorrebbe cancellare il tour, ma motivi contrattuali con il manager dei Journey che rifiuta tale possibilità costringendoli ad assumere Sherwood come rimpazzo dell'ultimo momento.. Wetton muore il 31 marzo, a 67 anni. Il 17 giugno il gruppo si esibisce in un evento organizzato in sua memoria, dal titolo "An Extraordinary Life".

### Cambio di formazione, tour con gli Yes e possibile nuovo album (2018-)
Dopo la morte di Wetton, Downes ha dichiarato che insieme a Palmer sta lavorando ad un nuovo album degli Asia, che spera di completare e pubblicare come testamento finale a Wetton. Non è chiaro se Wetton avesse registrato parti o se l'album fosse stato solo nel processo di songwriting.
Il 2 aprile 2019 la band annuncia che si unirà a Yes, John Lodge e Carl Palmer's ELP Legacy al Royal Affair Tour, un tour congiunto nordamericano di 26 date nell'estate 2019. Steve Howe si esibirà con la band per una parte del set. La band inoltre annuncia che il chitarrista Sam Coulson aveva lasciato amichevolmente il gruppo l'anno precedente, per concentrarsi su progetti da solista, e che sarebbe stato sostituito da Ron "Bumblefoot" Thal (ex-Guns N' Roses), e che questi avrebbe assunto anche il ruolo di voce solista, con Sherwood ancora al basso. Coulson ha confermato la sua separazione dal gruppo su Twitter lo stesso giorno.

## Formazione

### Formazione attuale
- Marc Bonilla – voce, chitarra (2022-presente)
- Geoff Downes –  tastiere, cori (1981-1986, 1990-presente)
- Billy Sherwood – basso, cori (2004, 2017-presente), voce (2017-2019), chitarra (2004, 2019)
- Carl Palmer – batteria, percussioni (1981-1986, 1990-1992, 2006-presente)

### Ex membri
- John Wetton - voce, basso (1981-1985; 1989-1996; 2007-2015; morto nel 2017)
- Steve Howe - chitarra (1981-1983; 1990-1992; 2007-2013)
- Greg Lake - voce, basso (1984-1985; morto nel 2016)
- Mandy Meyer - chitarra (1983-1984)
- Pat Thrall - chitarra (1984-1986)
- Steve Stone - chitarra (1990-1992)
- Aziz Ibrahim - chitarra (1992-1994)
- Ian Crichton - chitarra (1994-1995)
- Bob Richards - batteria (1991-1993)
- Mark Brzezicki - batteria (1993-1995)
- Mike Sturgis - batteria (1995-1997)
- Chris Slade - batteria (1996-1999)
- John Payne - voce, basso (1996-2007)
- Guthrie Govan - chitarra (1995-2007)
- Jay Schellen - batteria (1999-2006)
- Sam Coulson - chitarra (2013-2019)
- Bumblefoot - chitarra (2019-2022)

## Discografia

### Album in studio
- 1982 - Asia
- 1983 - Alpha
- 1985 - Astra
- 1992 - Aqua
- 1994 - Aria
- 1996 - Arena
- 1999 - Rare
- 2001 - Aura
- 2004 - Silent Nation
- 2008 - Phoenix
- 2010 - Omega
- 2012 - XXX
- 2014 - Gravitas